# Agnes Giebel
Pour les articles homonymes, voir Giebel.
Agnes Giebel est une soprano allemande née à Heerlen (Limbourg néerlandais) le 10 août 1921 et morte à Cologne le 24 avril 2017. Spécialiste du répertoire baroque et plus particulièrement de Jean-Sébastien Bach, elle fut appréciée pour sa voix remarquable et ses interprétations délicates. Elle refusa toujours de chanter dans un opéra, se limitant aux concerts et à une abondante production discographique. Elle enregistra notamment des cantates de Jean-Sébastien Bach sous la direction de Fritz Werner (de) (Erato) et les Passions de Bach sous celle d'Eugen Jochum (Philips).